# Gadget (film)
Gadget (engelska: Inspector Gadget) är en amerikansk superhjältekomedifilm från 1999 i regi av David Kellogg och skriven av Kerry Ehrin och Zak Penn, från en berättelse skriven av Ehrin och Dana Olsen. Filmen är löst baserad på den animerade TV-serien Kommissarie Gadget från 1980-talet, och har Matthew Broderick i rollen som kommissarie Gadget (John Brown), Rupert Everett i rollen som Dr. Claw (i den svenska omdubbningen kallad "Klo") (Sanford Scolex), Michelle Trachtenberg i rollen som Penny, och Dabney Coleman i rollen som polischef Quimby. Det presenterades även fem helt nya karaktärer i filmen, Dr. Brenda Bradford (spelad av Joely Fisher), Sykes (spelad av Mike Hagerty), Kramer (spelad av Andy Dick), borgmästare Wilson (spelad av Cheri Oteri) och Gadget-mobilen (med röst av D.L. Hughley). Filmen spelades in i Pittsburgh, Baton Rouge och Los Angeles.
Filmen producerades av Caravan Pictures och DIC Entertainment (som då ägdes av Walt Disney Company) och hade biopremiär i USA av Walt Disney Pictures den 23 juli 1999. Detta var den sista filmen som producerades av Caravan Pictures, innan företaget slogs ihop med Spyglass Entertainment. Filmen tillägnades minnet av dess ansvariga scenograf/produktionsdesigner Michael White som gick bort under produktionen av filmen i Los Angeles den 19 januari 1999, 36 år gammal. Filmen hade biopremiär i Sverige 22 oktober 1999.
Filmen hade en global omsättning på 134 miljoner dollar mot en budget på 90 miljoner dollar. Den fick negativa recensioner från kritiker, som gav lite beröm till skådespeleriet, men som kritiserade manus, visuella effekter, redigering, humor och bristande trohet mot källmaterialet (särskilt när Dr. Claw visade sitt ansikte). Den följdes sedan år 2003 av direkt-till-video-uppföljaren Kommissarie Gadget 2, med D.L. Hughley som den enda återvändande skådespelaren till röstrollen som Gadget-mobilen.

## Rollista (i urval)
| Karaktär                                          | Skådespelare          | Svensk röst         |
| ------------------------------------------------- | --------------------- | ------------------- |
| John Brown/Kommissarie Gadget och RobotGadget     | Matthew Broderick     | Eric Donell         |
| Sanford Scolex/Dr. Claw (på svenska kallad "Klo") | Rupert Everett        | Johan Wahlström     |
| Dr. Brenda Bradford och RobotBrenda               | Joely Fisher          | Louise Raeder       |
| Penny Brown                                       | Michelle Trachtenberg | Hanna Storm-Nielsen |
| Sykes                                             | Mike Hagerty          | Johan Lindqvist     |
| Kramer                                            | Andy Dick             | Benny Haag          |
| Dr. Artemus Bradford                              | René Auberjonois      | Sten Elfström       |
| Gadget-mobilen                                    | D.L. Hughley (röst)   | Karl Dyall          |
| Frank Quimby (polischef)                          | Dabney Coleman        | Ingemar Carlehed    |
| Borgmästare Wilson                                | Cheri Oteri           | Christel Körner     |
| Thelma                                            | Frances Bay           | Suzanne Hällström   |

Filmens svenska dubbversion är inspelad på KM Studio i Karlskoga. De övriga svenska rösterna görs dessutom av Andreas Eriksson, Christian Jernbro, Krister Roséen, Anders Öjebo, Roger Storm, Andreas Nilsson, Niclas Wahlgren, Isabelle Moreau, Linnea Berglund och Gunnar Uddén.